# Katholieke Kerk in Gabon

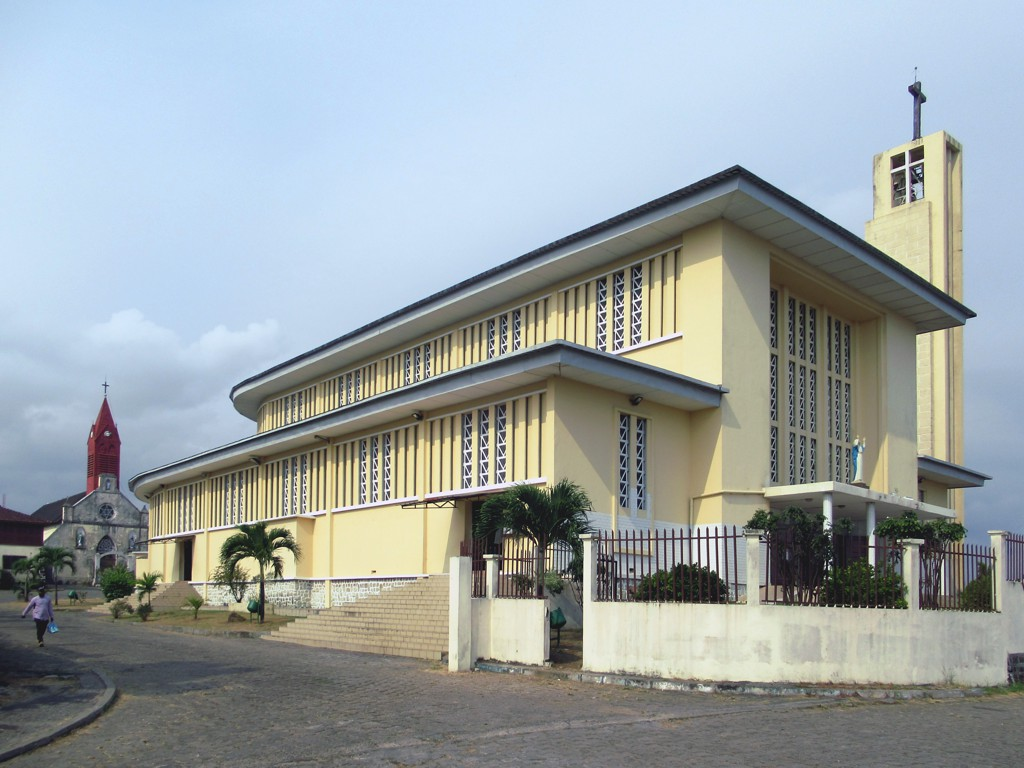
Kathedraal Sainte-Marie in Libreville

De Katholieke Kerk in Gabon is een onderdeel van de wereldwijde Katholieke Kerk, onder het geestelijk leiderschap van de paus en de curie in Rome.
Paters van de H. Geest begonnen in 1844 met de missionering.  De missie besteedde veel aandacht aan het schoolwezen en de gezondheidszorg, kwam op voor de sociale rechten van de inheemse bevolking (mgr. Tardy) en streed voor een goede huwelijkswetgeving. In 1899 werd de eerste inlandse priester, en in 1961 de eerste eigen bisschop gewijd.
In 2005 waren ongeveer 711.000 (54%) van de 1.300.000 inwoners van Gabon katholiek. De landsgrenzen vallen voor het grootste deel samen met die van de kerkprovincie Libreville, enkel het Apostolisch vicariaat Makokou valt hier niet onder maar valt direct onder de Heilige Stoel. De bisschoppen zijn lid van de bisschoppenconferentie van Gabon. President van de bisschoppenconferentie is Timothée Modibo-Nzockena, bisschop van Franceville. Verder is men lid van de Association des Conférences Episcopales de la Région de l’Afrique Central en de Symposium des Conférences Episcoaples d’Afrique et de Madagascar.
Apostolisch nuntius voor Gabon is aartsbisschop Javier Herrera Corona, die tevens nuntius is voor de Republiek Congo.

## Bisdommen

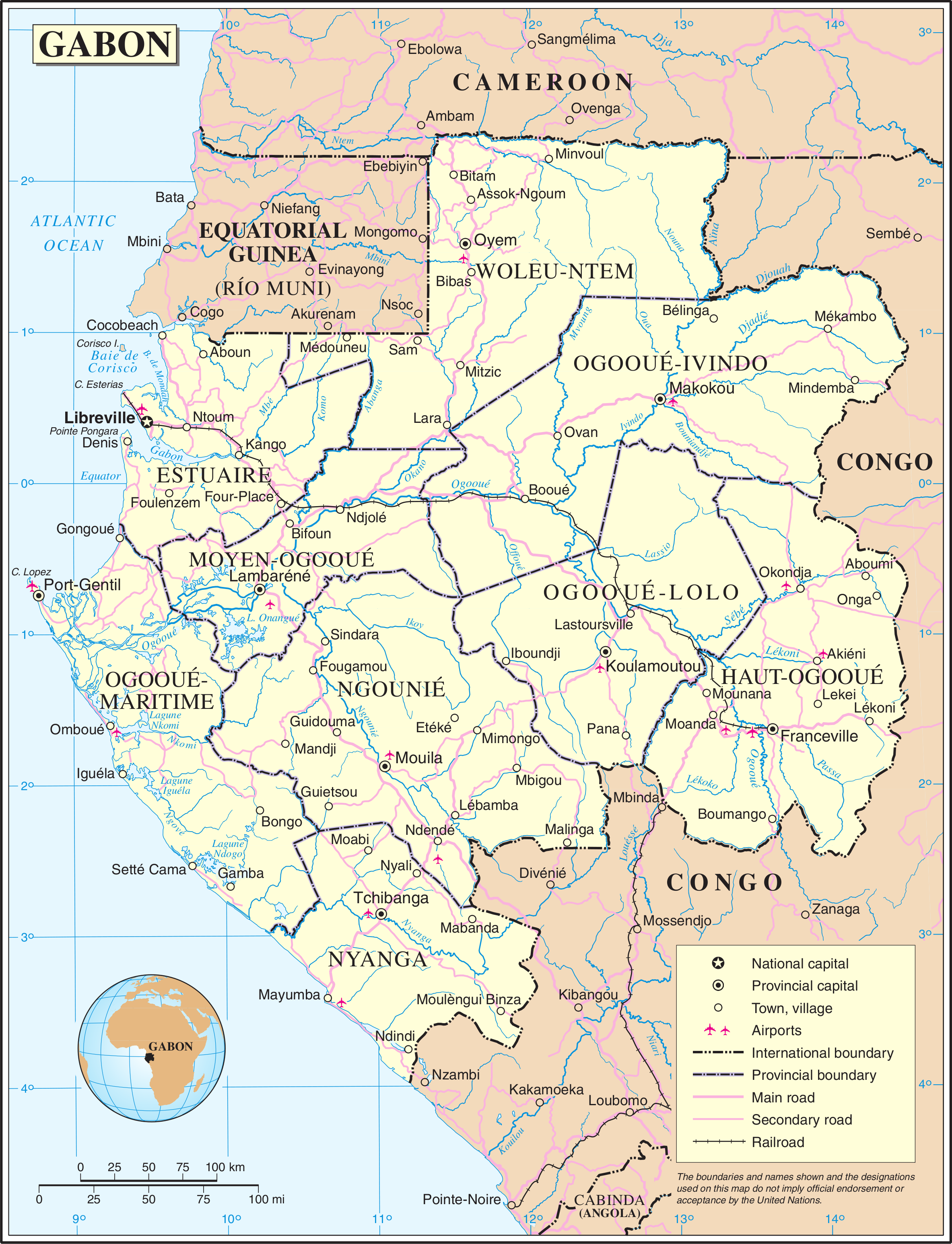
Gabon

Gabon bestaat uit 6 bestuurlijke divisies, namelijk 1 metropolitaan aartsbisdom, 4 bisdommen en 1 apostolisch vicariaat. De apostolische prefectuur valt net als het aartsbisdom direct onder de Heilige Stoel. De vier bisdommen zijn suffragaan aan het aartsbisdom.
- Aartsbisdom Libreville
  - Bisdom Franceville
  - Bisdom Mouila
  - Bisdom Oyem
  - Bisdom Port-Gentil
- Apostolisch vicariaat Makokou

Ligging bisdommen binnen Gabon
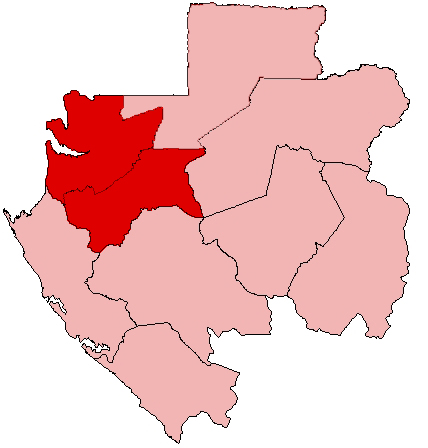
Aartsbisdom Libreville
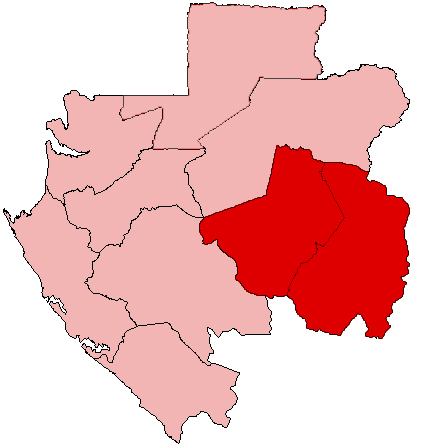
Bisdom Franceville
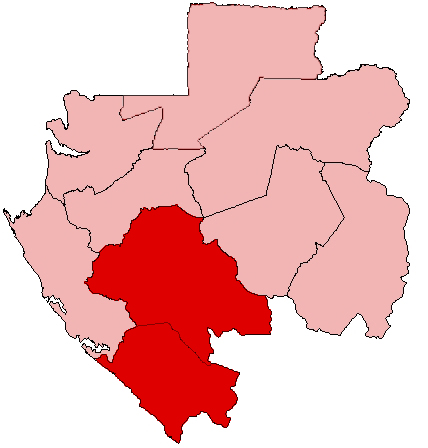
Bisdom Mouila
Bisdom Oyem
Bisdom Port-Gentil
Apostolisch vicariaat Makokou

## Nuntius
- Apostolisch pro-nuntius
  - Aartsbisschop Luigi Poggi (31 oktober 1967 – 21 mei 1969; later kardinaal)
  - Aartsbisschop Ernesto Gallina (16 juli 1969 – 13 maart 1971)
  - Aartsbisschop Jean Jadot (15 mei 1971 – 13 mei 1973)
  - Aartsbisschop Luciano Storero (30 juni 1973 – 14 juli 1976)
  - Aartsbisschop Giuseppe Uhac (15 januari 1977 – 3 juni 1981)
  - Aartsbisschop Donato Squicciarini (16 september 1981 – 1 juli 1989)
  - Aartsbisschop Santos Abril y Castelló (2 oktober 1989 – 24 februari 1996)
- Apostolisch nuntius
  - Aartsbisschop Luigi Pezzuto (7 december 1996 – 22 mei 1999)
  - Aartsbisschop Mario Roberto Cassari (3 augustus 1999 – 31 juli 2004)
  - Aartsbisschop Andrés Carrascosa Coso (26 augustus 2004 – 12 januari 2009)
  - Aartsbisschop Jan Romeo Pawłowski (18 maart 2009 – 7 december 2015)
  - Aartsbisschop Francisco Escalante Molina (21 mei 2016 - 4 juni 2021)
  - Aartsbisschop Javier Herrera Corona (sinds 5 februari 2022)